# Mindanaolori
Der Mindanaolori (Saudareos johnstoniae, Synonym: Trichoglossus johnstoniae), auch Apolori genannt, ist eine Papageienart aus der Gattung der Saudareos. Er ist auf der Philippinen-Insel Mindanao endemisch. Das Artepitheton ehrt die britische Vogelzüchterin Marianne Ada Johnstone (1870–1954), die zu Beginn des 20. Jahrhunderts erstmals die Zucht des Mindanaoloris in England ermöglichte. 1903 wurde die Art am Berg Apo von Walter Goodfellow entdeckt.

## Merkmale
Es gibt zwei Unterarten, die sich jedoch nur wenig voneinander unterscheiden: Die Nominatform Saudareos johnstoniae johnstoniae erreicht eine Größe von 20 Zentimetern, ein Gewicht von 48 bis 62 Gramm und eine Flügellänge von 110 bis 115 mm. Das Gefieder ist allgemein grün. Stirn und Wangen sind rosenrot. Ein dunkelviolettes Band erstreckt sich von den Zügeln bis zum Hinterkopf. Die Unterseite ist gelb mit einer grünlichen Wellenzeichnung. Die Unterflügeldecken und die Unterschwanzdecken sind grünlichgelb. An den Unterflügeln ist ein gelbliches Band zu erkennen. Der Schnabel ist orangerot. Um die rote Iris verläuft ein dunkelgrauer Augenring. Die Beine sind grünlichgrau. Die Geschlechter sehen gleich aus. Bei den juvenilen Vögeln ist das Gesicht weniger rosenrot. Der Augenstreif der Altvögel wird bei den Jungvögeln durch einen stumpf malvenbraunen Flecken hinter den Augen ersetzt. Um die braune Iris verläuft ein grauweißer Augenring. Der Schnabel ist schwarzbraun. Bei der Unterart Saudareos johnstoniae pistra ist die Rotfärbung im Gesicht stumpfer. Der violette Augenstreif, der von den Zügeln bis zum Hinterkopf verläuft, ist breiter. Die Oberseite ist dunkler grün und die Gelbfärbung an der Unterseite ist heller und kräftiger.

## Verbreitung
Saudareos johnstoniae johnstoniae kommt im Mount Apo Natural Park, am Kitanglad, am Matutum und am Piapayungan in Zentral-Mindanao vor, die Unterart Saudareos johnstoniae pistra am Mount Malindang in West-Mindanao.

## Lebensraum
Der Mindanaolori bewohnt montane Wälder in Höhenlagen von 1000 bis 2500 m.

## Lebensweise
Die Gefiederfärbung bietet eine gute Tarnung, daher ist die Art nur schwer zu beobachten, wenn sie sich im Laub der Bäume aufhält. Der Mindanaolori geht einzeln, paarweise oder in kleinen Schwärmen von bis zu 30 Individuen auf Nahrungssuche. Die Mindanaoloris fliegen schnell oberhalb der Wipfel oder im Blätterdach. Die Vögel eines Schwarmes fliegen in einer engen Formation, wobei die schwirrenden Flügelschläge zu hören sind. Bei Sonnenuntergang kommen die Loris in niedrigere Höhenlagen herab, um ihre Ruheplätze aufzusuchen. Bei Sonnenaufgang ziehen sie wieder in höhere Waldregionen. Die Nahrung besteht aus Nektar, Blüten, Früchten, Pollen und Insekten. Über das Fortpflanzungsverhalten des Mindanaoloris in der Natur ist nur wenig bekannt. Vögel mit vergrößerten Gonaden wurden zwischen Februar und April beobachtet. Nester und Eier wurden bisher nicht entdeckt.

## Status
Der Mindanaolori steht auf der Vorwarnliste der IUCN. Der Bestand der ausgewachsenen Vögel wird auf 1500–7000 geschätzt. Die Art ist nur örtlich häufig. Die Hauptgefährdungen gehen vom Fang für den Ziervogelhandel und vom Lebensraumverlust aus. Der internationale Handel ist nach CITES Anhang II geregelt.